# My Arms, Your Hearse
My Arms, Your Hearse è il terzo album in studio del gruppo musicale svedese Opeth, il primo a essere pubblicato contemporaneamente in Europa e negli Stati Uniti d'America, rispettivamente dalla Candlelight Records e dalla Century Media Records, nel 1998.

## Descrizione
Trattasi del primo concept album degli Opeth, che si distingue inoltre dal suo predecessore, Morningrise, per le sonorità più aggressive e meno parti melodiche ed acustiche. L'album contiene tre tracce strumentali: Prologue, Epilogue e Madrigal.
Dopo l'uscita di Johan DeFarfalla dal gruppo, gli Opeth reclutarono al basso Martin Mendez, un amico del batterista Martin Lopez e precedentemente suo compagno di band. Mendez non ebbe il tempo di imparare le partiture di My Arms, Your Hearse, così gli ultimi pezzi di basso vennero registrati dal cantante e chitarrista Mikael Åkerfeldt.
Le ultime parole delle canzoni di My Arms, Your Hearse sono il titolo della successiva, con l'ultima traccia, Epilogue, che riconduce alla prima traccia Prologue per completare il ciclo. 
Nel 2000 la Displeased Records ha pubblicato un'edizione limitata in mille copie in formato doppio LP dell'album, contenente due tracce bonus: Circle of the Tyrants, una cover dei Celtic Frost, e Remember Tomorrow, una cover degli Iron Maiden.
Nel 2003 la Candlelight Records ha pubblicato un'ulteriore edizione limitata, in formato box set.
Il titolo dell'album è tratto da un verso di una canzone dei Comus, Drip drip, che appare nell'album First Utterance, del 1971.

## Tracce
Testi e musiche di Mikael Åkerfeldt, eccetto dove indicato.
1. Prologue – 0:59
2. April Ethereal – 8:41
3. When – 9:14
4. Madrigal – 1:25
5. The Amen Corner – 8:43
6. Demon of the Fall – 6:13 (Mikael Åkerfeldt, Peter Lindgren)
7. Credence – 5:26
8. Karma – 7:52
9. Epilogue – 3:59

Tracce bonus nella ristampa del 2000
1. Circle of the Tyrants (Celtic Frost Cover) – 5:12 (Tom Gabriel Fischer)
2. Remember Tomorrow (Iron Maiden Cover) – 5:00 (Steve Harris, Paul Di'Anno)

## Formazione
Gruppo
- Mikael Åkerfeldt - chitarra, voce, basso
- Peter Lindgren - chitarra
- Martin Lopez - batteria

Altri musicisti
- Fredrik Nordström - organo Hammond  in Epilogue

Produzione
- Göran Finnberg - mastering
- Opeth - produzione
- Frederik Nordström - ingegneria del suono

## Classifiche
| Classifica (2022) | Posizione massima |
| ----------------- | ----------------- |
| Grecia            | 17                |